# Tour der australischen Rugby-Union-Nationalmannschaft nach Europa und in die USA 1975/76
| Tour der Wallabies nach Europa und in die USA 1976/77 | Tour der Wallabies nach Europa und in die USA 1976/77 | Tour der Wallabies nach Europa und in die USA 1976/77 | Tour der Wallabies nach Europa und in die USA 1976/77 | Tour der Wallabies nach Europa und in die USA 1976/77 |
| Übersicht                                             | S                                                     | G                                                     | U                                                     | N                                                     |
| ----------------------------------------------------- | ----------------------------------------------------- | ----------------------------------------------------- | ----------------------------------------------------- | ----------------------------------------------------- |
| Test Matches                                          | 05                                                    | 02                                                    | 0                                                     | 03                                                    |
| Sonstige Spiele                                       | 21                                                    | 17                                                    | 1                                                     | 3                                                     |
| Gesamt                                                | 26                                                    | 19                                                    | 1                                                     | 6                                                     |
|                                                       |                                                       |                                                       |                                                       |                                                       |
| England                                               | 01                                                    | 0                                                     | 0                                                     | 01                                                    |
| Irland                                                | 01                                                    | 01                                                    | 0                                                     | 0                                                     |
| Schottland                                            | 01                                                    | 0                                                     | 0                                                     | 01                                                    |
| Vereinigte Staaten                                    | 01                                                    | 01                                                    | 0                                                     | 0                                                     |
| Wales                                                 | 01                                                    | 0                                                     | 0                                                     | 01                                                    |

Die Tour der australischen Rugby-Union-Nationalmannschaft nach Europa und in die USA 1975/76 umfasste eine Reihe von Freundschaftsspielen der Wallabies, der Nationalmannschaft Australiens in der Sportart Rugby Union. Das Team reiste von Oktober 1975 bis Januar 1976 durch Großbritannien, Irland und die Vereinigten Staaten. Während dieser Zeit bestritt es 26 Spiele, darunter fünf Test Matches gegen die Nationalmannschaften der Home Nations und der USA. Die Wallabies verloren drei Test Matches und in den übrigen Spielen gegen regionale Auswahlteams mussten sie drei weitere Niederlagen sowie ein Unentschieden hinnehmen.

## Ereignisse
Der australische Weltklasse-Verbindungshalb John Hipwell war 1966–67 zum ersten Mal mit den Wallabies auf Tournee gegangen und hatte die New South Wales Waratahs seit 1973 mehrmals als Mannschaftskapitän angeführt. Folgerichtig war er zum Kapitän für die 26 Spiele umfassende Tour bestimmt worden. Hipwell führte das Team in zwei Test Matches (Schottland und Wales) und in neun Spielen unter der Woche an. Eine Verletzung, die er sich im Spiel gegen die Auswahl der North-Eastern Counties zuzog, führte zu einem schweren Schaden an den Kreuzbändern in seinem Knie, so dass er beim Test Match gegen Wales ausgewechselt werden musste und sein Einsatz auf der Tour nach dem Spiel gegen die Combined Services (Auswahl der britischen Streitkräfte) endete. Mittelfeldspieler Geoffrey Shaw übernahm das Kapitänsamt von Hipwell und führte die Mannschaft in sechs Spielen unter der Woche sowie in den Tests gegen England, Irland und die Vereinigten Staaten an.
Tourmanager war der 33-jährige Anwalt Ross Turnbull aus Newcastle, der 1968 auf der Kurztournee nach Irland und Schottland ein einziges Test Match für die Wallabies auf der Position des Pfeilers absolviert hatte. Im Rothmans Rugby Yearbook heißt es, er habe die Mannschaft „hervorragend geführt“ und „viel dazu beigetragen, dass seine Mannschaft eine der beliebtesten war, die jemals in Großbritannien gespielt hat“. Trainer während der Tour war der 47-jährige Dave Brockhoff, der gemäß der Tourtradition der Wallabies als Managerassistent bezeichnet wurde. Der extravagante Brockhoff war zwischen 1949 und 1951 achtmal für die Wallabies aufgelaufen. Im Rothmans Rugby Yearbook steht über ihn geschrieben: „[Er] hatte großen Anteil am Erfolg der Mannschaft. Er war eine dynamische, treibende Kraft, oft trotz erheblicher Schwierigkeiten“.
Insgesamt verlief die Tour wenig erfolgreich. Von den vier Test Matches gegen die Home Nations konnten die Wallabies nur jenes gegen Irland für sich entscheiden. Auch das Test Match gegen die unerfahrene Mannschaft der USA konnten sie erst gegen Spielende zu ihren Gunsten entscheiden. Für die amerikanische Nationalmannschaft war es das erste Spiel seit dem Olympiasieg 1924 gewesen, der amerikanische Verband war erst 1975 gegründet worden.

## Spielplan
- Hintergrundfarbe grün = Sieg
- Hintergrundfarbe gelb = Unentschieden
- Hintergrundfarbe rot = Niederlage

(Test Matches sind grau unterlegt; Ergebnisse aus der Sicht Australiens)
| #  | Datum             | Gegner                             | Ort                 | Stadion              | Ergebnis |
| -- | ----------------- | ---------------------------------- | ------------------- | -------------------- | -------- |
| 01 | 29. Oktober 1975  | Oxford University RFC              | Oxford              | Iffley Road          | 36:3     |
| 02 | 01. November 1975 | Cardiff RFC                        | Cardiff             | Cardiff Arms Park    | 9:14     |
| 03 | 04. November 1975 | Llanelli RFC                       | Llanelli            | Stradey Park         | 28:28    |
| 04 | 08. November 1975 | London Counties                    | London              | Twickenham Stadium   | 26:11    |
| 05 | 12. November 1975 | East Midlands                      | Leicester           | Welford Road Stadium | 8:11     |
| 06 | 15. November 1975 | Ulster Rugby                       | Belfast             | Ravenhill Stadium    | 30:25    |
| 07 | 19. November 1975 | Edinburgh District                 | Edinburgh           | Myreside Stadium     | 10:9     |
| 08 | 22. November 1975 | North-East Counties                | Newcastle upon Tyne | County Ground        | 22:21    |
| 09 | 26. November 1975 | Gloucestershire RFU & Somerset RFU | Bristol             | Memorial Ground      | 15:6     |
| 10 | 29. November 1975 | Swansea RFC                        | Swansea             | St Helen’s           | 12:6     |
| 11 | 01. Dezember 1975 | South of Scotland District         | Galashiels          | Netherdale           | 10:6     |
| 12 | 06. Dezember 1975 | Schottland                         | Edinburgh           | Murrayfield Stadium  | 3:10     |
| 13 | 10. Dezember 1975 | Southern Counties                  | Weston Turville     | Aylesbury RFC        | 33:14    |
| 14 | 13. Dezember 1975 | West Midlands                      | Coventry            | Coundon Road Stadium | 31:12    |
| 15 | 16. Dezember 1975 | Glamorgan County RFC               | Neath               | The Gnoll            | 51:18    |
| 16 | 20. Dezember 1975 | Wales                              | Cardiff             | Cardiff Arms Park    | 3:28     |
| 17 | 27. Dezember 1975 | Cornwall RFU & Devon RFU           | Exeter              |                      | 23:9     |
| 18 | 30. Dezember 1975 | Combined Services                  | Aldershot           |                      | 14:3     |
| 19 | 03. Januar 1976   | England                            | London              | Twickenham Stadium   | 6:23     |
| 20 | 07. Januar 1976   | Newport RFC                        | Newport             | Rodney Parade        | 13:7     |
| 21 | 10. Januar 1976   | North-West Counties                | Blundellsands       |                      | 21:16    |
| 22 | 14. Januar 1976   | Munster Rugby                      | Cork                |                      | 15:13    |
| 23 | 17. Januar 1976   | Irland                             | Dublin              | Lansdowne Road       | 20:10    |
| 24 | 21. Januar 1976   | Monmouthshire County               | Pontypool           | Pontypool Park       | 26:15    |
| 25 | 24. Januar 1976   | Barbarians                         | Cardiff             | Cardiff Arms Park    | 7:19     |
| 26 | 31. Januar 1976   | Vereinigte Staaten                 | Anaheim             | Glover Stadium       | 24:12    |

## Test Matches
| 6. Dezember 1975 | Schottland                                | 10 : 3         | Australien          | Murrayfield Zuschauer: 50.000 Schiedsrichter: R. F. Johnson (England) |
| 6. Dezember 1975 | Versuche: Dick Renwick Erhöhungen: Morgan | (10:0) Bericht | Straftritte: McLean | Murrayfield Zuschauer: 50.000 Schiedsrichter: R. F. Johnson (England) |

Aufstellungen:
- Schottland: Gordon Brown, Sandy Carmichael, Lewis Dick, Colin Fisher, Bruce Hay, Andy Irvine, Wilson Lauder, David Leslie, George Mackie, Ian McGeechan, Alastair McHarg, Ian McLauchlan , Dougie Morgan, Jim Renwick, Colin Telfer
- Australien: Patrick Batch, John Berne, Greg Cornelsen, Garrick Fay, Ronald Graham, David Hillhouse, James Hindmarsh, John Hipwell , Peter Horton, David l’Estrange, Paul McLean, John Meadows, Laurie Monaghan, Tony Shaw, Reginald Smith 
 Auswechselspieler: John Weatherstone

| 20. Dezember 1975 | Wales | 28 : 3        | Australien          | Cardiff Arms Park, Cardiff Zuschauer: 50.000 Schiedsrichter: Patrick d’Arcy (Irland) |
| 20. Dezember 1975 | Versuche: Edwards J. J. Williams (3) Erhöhungen: Fenwick (2) Martin Straftritte: Fenwick Dropgoals: Bevan | (9:0) Bericht | Straftritte: McLean | Cardiff Arms Park, Cardiff Zuschauer: 50.000 Schiedsrichter: Patrick d’Arcy (Irland) |

Aufstellungen:
- Wales: John Bevan, Terry Cobner, Mervyn Davies , Gareth Edwards, Trefor Evans, Charlie Faulkner, Steve Fenwick, Ray Gravell, Allan Martin, Graham Price, Clive Rees, Geoffrey Wheel, J. J. Williams, J. P. R. Williams, Bobby Windsor
- Australien: Patrick Batch, Greg Cornelsen, Garrick Fay, Ronald Graham, James Hindmarsh, John Hipwell , John Lambie, David l’Estrange, Paul McLean, John Meadows, Laurie Monaghan, Peter Morton, Geoffrey Shaw, Tony Shaw, Reginald Smith 
 Auswechselspieler: Rodney Hauser, Gary Pearse

| 3. Januar 1976 14:15 WEZ | England                                                                           | 23 : 6        | Australien              | Twickenham Stadium, London Zuschauer: 47.000 Schiedsrichter: Meirion Joseph (Wales) |
| 3. Januar 1976 14:15 WEZ | Versuche: Corless Duckham Lampkowski Erhöhungen: Hignell Straftritte: Hignell (3) | (6:3) Bericht | Straftritte: McLean (2) | Twickenham Stadium, London Zuschauer: 47.000 Schiedsrichter: Meirion Joseph (Wales) |

Aufstellungen:
- England: Bill Beaumont, Mike Burton, Martin Cooper, Barry Corless, Fran Cotton, David Duckham, Alastair Hignell, Mark Keyworth, Mike Lampkowski, Andy Maxwell, Tony Neary , Andy Ripley, Peter Squires, Peter Wheeler, Bob Wilkinson
- Australien: Patrick Batch, Greg Cornelsen, Steve Finnane, Rodney Hauser, David Hillhouse, Peter Horton, Mark Loane, Stuart MacDougall, Bill McKid, Paul McLean, Laurie Monaghan, Geoffrey Shaw , Tony Shaw, Reginald Smith, John Weatherstone

| 17. Januar 1976 | Irland                                     | 10 : 20       | Australien                                                                     | Lansdowne Road, Dublin Zuschauer: 52.000 Schiedsrichter: Norman Sanson (Schottland) |
| 17. Januar 1976 | Versuche: McMaster Straftritte: Robbie (2) | (7:6) Bericht | Versuche: Ryan T. Shaw Weatherstone Erhöhungen: McLean Straftritte: McLean (2) | Lansdowne Road, Dublin Zuschauer: 52.000 Schiedsrichter: Norman Sanson (Schottland) |

Aufstellungen:
- Irland: Patrick Agnew, Oliver Campbell, John Cantrell, Willie Duggan, Anthony Ensor, Mike Gibson, Tom Grace, Moss Keane, Ian McIlrath, Stewart McKinney, Phelim McLoughlin, Arthur McMaster, Mick Molloy, John Robbie, Fergus Slattery
- Australien: Chris Carberry, Garrick Fay, Ronald Graham, Rodney Hauser, David l’Estrange, Mark Loane, Paul McLean, John Meadows, Laurie Monaghan, Gary Pearse, John Ryan, Geoffrey Shaw , Tony Shaw, Reginald Smith, John Weatherstone

| 31. Januar 1976 | Vereinigte Staaten     | 12 : 24        | Australien                                            | Glover Field, Anaheim Zuschauer: 7.000 Schiedsrichter: A. C. Pontin |
| 31. Januar 1976 | Straftritte: Oxman (4) | (6:13) Bericht | Versuche: Pearse Price Ryan Erhöhungen: Hindmarsh (4) | Glover Field, Anaheim Zuschauer: 7.000 Schiedsrichter: A. C. Pontin |

Aufstellungen:
- USA: Steve Auerbach, Gary Brackett, Robinson Bordley , Del Chipman, Alfred Khasigian, Tom Klein, Skip Niebauer, Michael Ording, Kip Oxman, Greg Schneeweis, Tom Selfridge, David Stephenson, Eric Swanson, Craig Sweeney, Michael Swiderski
- Australien: Chris Carberry, Garrick Fay, Ronald Graham, Rodney Hauser, James Hindmarsh, David l’Estrange, John Meadows, Laurie Monaghan, Gary Pearse, Raymond Price, John Ryan, Geoffrey Shaw , Tony Shaw, Reginald Smith, Ken Wright